# 清成迪
清成 迪（きよなり すすむ、1903年（明治36年）11月2日 - 1988年（昭和63年）2月7日）は、日本の技術者。日立製作所取締役副社長を経て、動力炉・核燃料開発事業団理事長や、原子力委員会委員長代理を務めた。「もんじゅ」や「ふげん」の名付け親でもある。

## 人物・経歴
熊本県熊本市出身。1928年九州帝国大学工学部卒業。1940年日立製作所取締役副社長。1967年動力炉開発臨時推進本部委員。動力炉・核燃料開発事業団副理事長在任中の1970年、大洗工学センターの発足式で、高速増殖炉もんじゅ、新型転換炉ふげんの命名を行った。1972年動力炉・核燃料開発事業団理事長。1978年原子力委員会委員。同年原子力委員会委員長代理。1981年退任。

## 著書
- 『欧米だより』日立製作所、1953年。
- 『工場長室から』大谷真平、1958年。
- 『足袋は破れる』清成迪、1965年。
- 『足袋は破れる 続』清成迪、1973年。
- 『五風十雨』日立印刷出版センター、1985年。